# 錄音筆
錄音筆，又稱數碼錄音筆，是一種錄音設備，造型與筆相似。與傳統的類比錄音機相比，數碼錄音筆是使用數字信號的方式來記錄音頻。

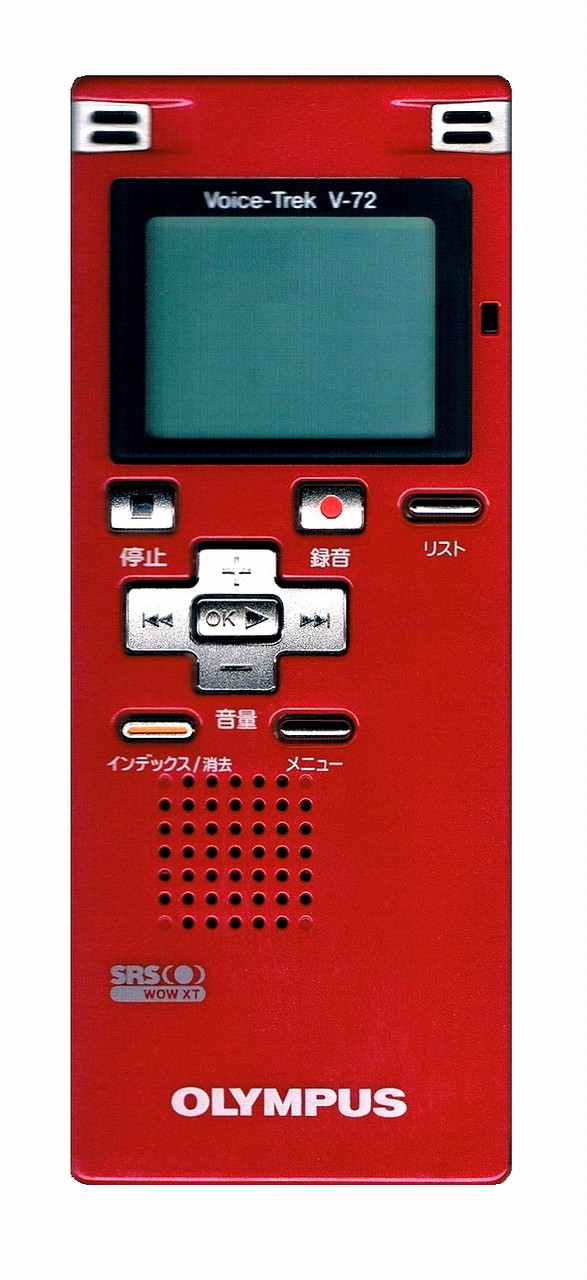
OLYMPUS錄音筆

## 工作原理
錄音筆在錄音時採集模擬信號，將信號透過數模轉換器轉為數字信號後壓縮，最後儲存。轉換過後的數字信號即使經過多次的複製，仍然能保持原狀不變。

## 儲存方式
市售錄音筆大多是以內建的閃存系統來儲存音檔。閃存系統在斷電之前保存的內容並不會隨著斷電而消失，而且可以反覆的刪除與儲存。較為高級的錄音筆也可以從外部插入記憶卡等儲存裝置，當記憶體的容量用完，也能更換新的儲存卡，不斷的繼續使用；使用記憶卡儲存還能較為快速的將錄音檔案存入電腦內。閃存系統的大小關係到錄音筆的價格，儲存空間越大相對的價格就越高。

## 功能
錄音筆除了最基本的錄音功能之外，也發展出各種不同的其他功能。多數的錄音筆可以播放音樂，只要將MP3格式的檔案透過電腦儲存到錄音筆的內建儲存裝置，再插入耳機即可聆聽。錄音筆也擁有FM調頻收音機、攝錄影機、電話錄音、雷射筆及編輯音訊功能 ：
- 攝錄影機大約可以拍攝200萬畫素的圖片，由於錄音筆拍攝技術才剛剛起步，因此沒有太高的品質[4]。
- 電話錄音指通話中透過電話適配器將錄音筆及電話連接起來，藉此記錄通話內容[4]。
- 編輯：由於是以文件的方式儲存音訊，因此編輯是個基本功能。錄音筆可以移動、刪除、拆分及複製檔案[3]。

## 模式
錄音筆在錄音時有三種模式可選擇，分別是SP（Short Play， 短時間錄音）、LP（Long Play，長時間錄音）及HQ（High Quality，高品質錄音），短時間模式的音質優良、壓縮率低，但有錄音時間的限制。長時間錄音由於需要支援較長時間的錄音，因此壓縮率高，音質也沒有短時間錄音的佳。高品質錄音則是壓縮率低，音質又佳的錄音模式，但是相對的，檔案大小就會比短時間和長時間模式還要大上許多。

## 市場
錄音筆屬於專業領域的產品，主要為小眾市場，購買客戶多為記者、學生及教師等需要高品質錄音文檔的人群。